# Francis E. Warren
Francis Emroy Warren, född 20 juni 1844 i Hinsdale, Massachusetts, död 24 november 1929 i Washington, D.C., var en amerikansk republikansk politiker. Han var Wyomingterritoriets guvernör 1885-1886 och 1889-1890 samt den första guvernören i delstaten Wyoming från september till november 1890. Han representerade Wyoming i USA:s senat 1890-1893 och från 1895 fram till sin död.
Warren deltog i amerikanska inbördeskriget i nordstaternas armé. Han gifte sig 1871 med Helen M. Smith och paret bosatte sig i Cheyenne. Helen dog 1902 och Warren gifte om sig med Clara Morgan.
Warren var 1885 borgmästare i Cheyenne. USA:s president Chester A. Arthur utnämnde honom sedan till guvernör i Wyomingterritoriet. Han skötte ämbetet i två kortare perioder, andra gången utnämnd av Benjamin Harrison. Delstatens lagstiftande församling valde Warren till en av Wyomings två första senatorer efter att han hade tjänstgjort i sex veckor som den nya delstatens första guvernör.
Warrens dotter Frances Warren Pershing var gift med John Pershing. Dottern Frances och tre av Warrens barnbarn omkom 1915 i en eldsvåda i San Francisco.
Vid tidpunkten av sin död var Warren den senator som suttit längst. Hans grav finns på Lakeview Cemetery i Cheyenne. Francis E. Warren Air Force Base utanför Cheyenne namngavs efter honom 1930.